# Ђуловац
Ђуловац (до 1991. године Миоковићево) је насељено место и седиште општине у западној Славонији, Република Хрватска.

## Историја
До територијалне реорганизације у Хрватској насеље се налазило у саставу бивше велике општине Дарувар.

## Становништво
На попису становништва 2011. године, општина Ђуловац је имала 3.245 становника, од чега у самом Ђуловцу 957.
По попису из 2001. године насеље Ђуловац је имало 915 становника.
У табели национални састав за 1981, 1971. и 1961. годину приказани су подаци и за бивше насеље Криваја Насеобина.
| Националност       | 1991.        | 1981.        | 1971.        | 1961.        |
| Хрвати             | 285 (44,11%) | 300 (39,68%) | 381 (49,22%) | 381 (50,46%) |
| Срби               | 260 (40,24%) | 241 (31,87%) | 337 (43,54%) | 319 (42,25%) |
| Југословени        | 48 (7,43%)   | 175 (23,14%) | 11 (1,42%)   | 1 (0,13%)    |
| остали и непознато | 53 (8,20%)   | 40 (5,29%)   | 45 (5,81%)   | 54 (7,15%)   |
| Укупно             | 646          | 756          | 774          | 755          |

- напомене:

У 1991. повећано припајањем насеља Криваја Насеобина које је те године престало да постоји и за које садржи податке од 1890. до 1981. Исказује се као насеље од 1869. До 1921. исказивано под именом Ђулавес, а од 1931. до 1991. под именом Миоковићево.

## Попис 1991.
На попису становништва 1991. године, насељено место Миоковићево је имало 646 становника, следећег националног састава:
| Попис 1991.‍  | Попис 1991.‍  | Попис 1991.‍ | Попис 1991.‍ | Попис 1991.‍ |
| ------------ | ------------ | ----------- | ----------- | ----------- |
|              |              |             |             |             |
| Хрвати       | Хрвати       |             | 285         | 44,11%      |
| Срби         | Срби         |             | 260         | 40,24%      |
| Југословени  | Југословени  |             | 48          | 7,43%       |
| Чеси         | Чеси         |             | 6           | 0,92%       |
| Мађари       | Мађари       |             | 3           | 0,46%       |
| Муслимани    | Муслимани    |             | 2           | 0,30%       |
| Немци        | Немци        |             | 2           | 0,30%       |
| Македонци    | Македонци    |             | 1           | 0,15%       |
| неопредељени | неопредељени |             | 8           | 1,23%       |
| регион. опр. | регион. опр. |             | 1           | 0,15%       |
| непознато    | непознато    |             | 30          | 4,64%       |
| укупно: 646  |              |             |             |             |